# Kymatik

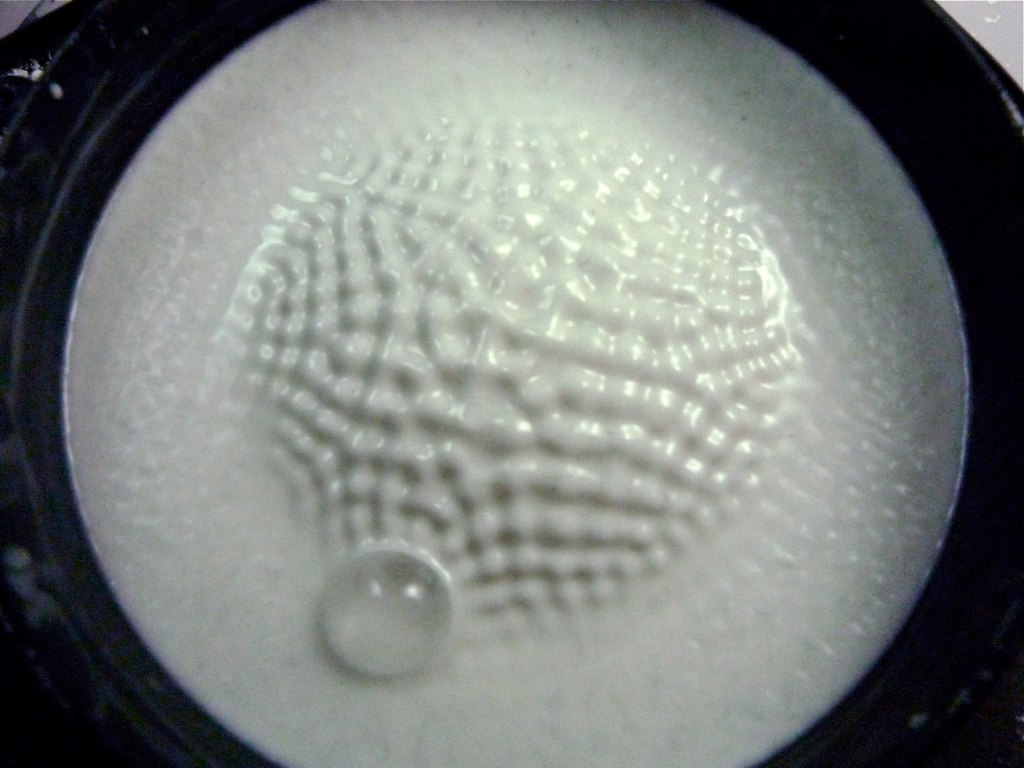
Majsmjöl och vatten i lösning under influens av en sinusvågsvibration

Kymatik är studier av synligt ljud och vibrationer, en delmängd av modalfenomen. Vanligen är det en yta som består av en platta eller ett membran som vibreras, och de områden som maximalt och minimalt har pressats undan görs synliga i en tunn beläggning av partiklar, i en smet eller i en vätska. Olika mönster uppstår i det exiterade mediet beroende på plattans geometri och den drivande frekvensen.